# Capreolinae
Capreolinae cunoscută și sub numele de Odocoileinae sau cerbi din Lumea Nouă sunt una dintre cele două subfamilii ale cerbilor (Cervidae). În mare parte sunt originare de pe continentul american. Căprioara, renii și elanii trăiesc în Europa.

## Clasificare
Sunt recunoscute următoarele genuri și specii existente:
- Tribul Capreolini
  - Genul Capreolus
    - Capreolus capreolus (căprioară)
    - Capreolus pygargus (căprioară asiatică)

  - Genul Hydropotes
    - Hydropotes inermis (cerbul de apă)
- Tribul Alceini
  - Genul Alces
    - Alces alces (elan)
- Tribul Odocoileini
  - Genul Rangifer
    - Rangifer tarandus (ren)

  - Genul Odocoileus
    - Odocoileus hemionus (cerbul catâr)
    - Odocoileus virginianus (cerbul cu coadă albă)
    - Odocoileus pandora
    - †Odocoileus lucasi

  - Genul Blastocerus
    - Blastocerus dichotomus (cerbul roșu de mlaștină)

  - Genul Hippocamelus
    - Hippocamelus antisensis (cerbul andin)
    - Hippocamelus bisulcus (cerbul din sudul Anzilor)

  - Genul Mazama
    - Mazama gouazoubira
    - Mazama cita (considerat de unii o subspecie a M. gouazoubira)
    - Mazama murelia (considerat de unii o subspecie a M. gouazoubira)
    - Mazama permira (considerat de unii o subspecie a M. gouazoubira)
    - Mazama sanctaemartae (considerat de unii o subspecie a M. gouazoubira)
    - Mazama superciliaris (considerat de unii o subspecie a M. gouazoubira)
    - Mazama tschudii (considerat de unii o subspecie a M. gouazoubira)
    - Mazama rondoni (considerat de unii o subspecie a M. gouazoubira)
    - Mazama nemorivaga
    - Mazama temama
    - Mazama bororo
    - Mazama chunyi
    - Mazama nana
    - Mazama bricenii
    - Mazama rufina
    - Mazama americana
    - Mazama gualea (considerat de unii o subspecie a M. americana)
    - Mazama jucunda (considerat de unii o subspecie a M. americana)
    - Mazama pandora
    - Mazama trinitatis (considerat de unii o subspecie a M. americana)
    - Mazama whitelyi (considerat de unii o subspecie a M. americana)
    - Mazama zamora (considerat de unii o subspecie a M. americana)
    - Mazama zetta (considerat de unii o subspecie a M. americana)

  - Genul Ozotoceros
    - Ozotoceros bezoarticus (cerbul de pampas)

  - Genul Pudella
    - Pudella carlae
    - Pudella mephistophiles

  - Genul Pudu
    - Pudu pudu